# ألبرت بنجامين بريسكوت
ألبرت بنجامين بريسكوت (بالإنجليزية: Albert Benjamin Prescott) هو كيميائي أمريكي، ولد في 1832 في هاستينغ في الولايات المتحدة، وتوفي في 1905.